# Etroubles
Etroubles är en ort och kommun i regionen Aostadalen i nordvästra Italien. Kommunen hade 489 invånare (2017) och har italienska och franska som officiella språk.